# علي غدير
علي غدير (من مواليد 1971) صحفي وكاتب وروائي عراقي.

## حياته
ولد في العراق، بمدينة كركوك، يوم 1 كانون الثاني (يناير) 1971، أكمل دراسة العلوم العسكرية يوم 14 تموز (يوليو) 1993، وتخرج برتبة ملازم ثان في الجيش العراقي، ليستمر بالخدمة حتى يوم 9 نيسان (أبريل) 2003، اذ تم تسريحه من الجيش بعد الاحتلال.
عمل في الصحافة المحلية حتى عام 2011، ثم تفرغ لكتابة الرواية والقصة والشعر. وشارك في محافل دولية عدة، أهمها، دورة التواصل الاعلامي في لندن، ندوة البوكر الثالثة في أبو ظبي، وملتقى الاعلام التركي - العربي في إسطنبول.
نال الجائزة الأولى في كتابة مذكرات قادة الجيش العراقي/ 2001 للسيرة الذاتية، وجائزة نجلاء محرم/ 2008 للقصة القصيرة، وجائزة نادي القصة المصري/ 2013 للقصة القصيرة، وجائزة بغداد للرواية العراقية/ 2016.

## المؤلفات
سفاستيكا (رواية). 2016.